# Roland Bertin
Pour les articles homonymes, voir Bertin.
 (octobre 2022).
Si vous disposez d'ouvrages ou d'articles de référence ou si vous connaissez des sites web de qualité traitant du thème abordé ici, merci de compléter l'article en donnant les références utiles à sa vérifiabilité et en les liant à la section « Notes et références ».
Scènes principales
Centre dramatique de Bourgogne
Comédie-Française
Théâtre national populaire
Théâtre national de la Colline
Roland Bertin est un comédien français, né le 16 novembre 1930 à Paris 6e et mort le 20 février 2024 à Pont-l'Abbé (Finistère). Sociétaire honoraire de la Comédie-Française, il est l'un des fondateurs du Centre dramatique de Bourgogne.

## Biographie

### Origines et carrière
Roland Émile Bertin naît le 16 novembre 1930 dans le 6e arrondissement de Paris. 
En 1955, Roland Bertin participe à la fondation du théâtre de Bourgogne avec Jacques Fornier. Il restera neuf ans dans la troupe. Puis il joue sous la direction de Roger Planchon, Jorge Lavelli, Patrice Chéreau, Luca Ronconi ou encore Claude Régy.
En 1982, il entre à la Comédie-Française, et devient sociétaire de 1983 à 2001. Il y joue un grand répertoire de pièces diverses : Mère Courage et ses enfants de Bertolt Brecht, Dom Juan de Molière, Le Balcon de Jean Genet, Les Estivants de Maxime Gorki ou encore Elle est là de Nathalie Sarraute. Il est nommé sociétaire honoraire en 2002.
En 2005-2006, il joue sous la direction de Dominique Pitoiset dans La Tempête de Shakespeare, et d'Yves Beaunesne dans Oncle Vania d’Anton Tchekhov et dans La Princesse Maleine de Maurice Maeterlinck.
Au cinéma, il apparaît notamment dans Diva de Jean-Jacques Beineix, L'Homme blessé de Patrice Chéreau et Cyrano de Bergerac de Jean-Paul Rappeneau. Par ailleurs, son allure imposante l'amène à incarner à plusieurs reprises des figures d'autorité : un policier successivement dans Le Pull-over rouge et La Femme flic en 1979 et 1980, puis à nouveau en 1982 dans L'Indiscrétion ; un député et un haut-fonctionnaire dans La Part du feu et Un papillon sur l'épaule ; un juge successivement en 1993 dans L'Ombre du doute et en 1994 dans Lumière noire ; et un président du tribunal dans Sous les pieds des femmes en 1997.
En 2007, il joue dans L'Ignorant et le Fou de Thomas Bernhard au théâtre de l'Athénée Louis-Jouvet.

### Dernières années
Le 16 janvier 2008, il est hospitalisé à l'hôpital Pontchaillou de Rennes à la suite d'un malaise survenu lors de la représentation de la tragédie de Shakespeare, Coriolan. Il poursuit néanmoins sa carrière jusqu'en 2012.
Roland Bertin meurt le 20 février 2024 à Pont-l'Abbé (Finistère), à l'âge de 93 ans,. Ses obsèques se tiennent le 28 février 2024 au crématorium de Quimper, où il est incinéré.

### Vie privée
Roland Bertin est parent de l'écrivain belge Charles Bertin (1919-2002)[réf. nécessaire].

## Théâtre

### Hors Comédie-Française
- 1955-1963 : théâtre de Bourgogne, mises en scène Jacques Fornier :
  - La Fausse Suivante de Marivaux
  - Le Barbier de Séville de Beaumarchais
  - Les Fourberies de Scapin de Molière
  - Jules César de Shakespeare
  - Édouard et Agrippine de René de Obaldia
  - La Mandragore de Machiavel
  - On ne badine pas avec l'amour d'Alfred de Musset
  - Le Déluge d'Ugo Betti
  - La Manivelle de Robert Pinget
  - Créanciers de Strindberg
  - Turcaret ou le Financier de Lesage
  - Le Légataire universel de J.F. Regnard
  - L'Alchimiste de Ben Jonson, mise en scène André Steiger
- 1964 : Les Rustres de Carlo Goldoni, mise en scène André Steiger, théâtre de Bourgogne
- 1964 : L'État de siège d'Albert Camus, mise en scène Roland Monod, Festival de Chalon-sur-Saône, théâtre de Bourgogne
- 1965 : Yvonne, princesse de Bourgogne de Witold Gombrowicz, mise en scène Jorge Lavelli, Festival de Venise, Odéon-Théâtre de France, théâtre de Bourgogne
- 1966 : Les Violettes de Georges Schéhadé, mise en scène Roland Monod, Festival de Chalon-sur-Saône, théâtre de Bourgogne
- 1966 : Le Cosmonaute agricole de René de Obaldia, mise en scène Jorge Lavelli, théâtre de Lutèce, théâtre de Bourgogne
- 1966 : Il (Godot) est arrivé de Milos Bulatovic, mise en scène Jorge Lavelli, théâtre de l'Atelier de Genève
- 1967 : Le Triomphe de la sensibilité de Goethe, mise en scène Jorge Lavelli, Festival d'Avignon, Odéon-Théâtre de France
- 1967 : La Journée d'une rêveuse de Copi, mise en scène Jorge Lavelli, théâtre de Lutèce
- 1968 : Les Soldats de Jakob Michael Reinhold Lenz, mise en scène Patrice Chéreau, théâtre de Chaillot
- 1968 : Le Prix de la révolte au marché noir de Dimítris Dimitriádis, mise en scène Patrice Chéreau, théâtre de la Commune, théâtre du Gymnase de Marseille, théâtre de la Cité de Villeurbanne
- 1969 : Le Prix de la révolte au marché noir de Dimítris Dimitriádis, mise en scène Patrice Chéreau, Comédie de Saint-Étienne
- 1969-1970  : Orden de Girolamo Arrigo, mise en scène Jorge Lavelli, Festival d'Avignon, Tréteaux de France
- 1970: Early Morning d'Edward Bond, mise en scène Georges Wilson, Festival d'Avignon, TNP-théâtre de Chaillot
- 1970 : Opérette de Witold Gombrowicz, mise en scène Jacques Rosner, TNP-théâtre de Chaillot
- 1971 : Mon violoncelle pour un cheval de Victor Haïm, mise en scène André-Louis Perinetti, Festival d'Avignon
- 1972 : Le Massacre à Paris de Christopher Marlowe, mise en scène Patrice Chéreau, TNP-Villeurbanne
- 1972 : La Langue au chat de Roger Planchon, mise en scène de l'auteur et Gilles Chavassieux, théâtre du Gymnase de Marseille, Maison de la culture de Reims, TNP-Villeurbanne, théâtre de Nice
- 1973 : Toller de Tankred Dorst, mise en scène Patrice Chéreau, TNP-Villeurbanne
- 1973 : Par-dessus bord de Michel Vinaver, mise en scène Roger Planchon, TNP-Villeurbanne
- 1973 : La Dispute de Marivaux, mise en scène Patrice Chéreau, Gaîté-Lyrique Festival d'automne à Paris
- 1974 : Toller de Tankred Dorst, mise en scène Patrice Chéreau, Théâtre national de l'Odéon
- 1975 : La Mouette d'Anton Tchekhov, mise en scène Lucian Pintilie, théâtre de la Ville
- 1975-1976 : Kennedy's Children de Robert Patrick, mise en scène Antoine Bourseiller, théâtre Récamier, théâtre de Nice
- 1976 : Lulu de Frank Wedekind, mise en scène Claude Régy, théâtre de l'Athénée Louis-Jouvet
- 1978 : L'Aigle à deux têtes de Jean Cocteau, mise en scène Jean-Pierre Dusséaux, théâtre de l'Athénée Louis-Jouvet
- 1978 : Les Inquiétudes de Monsieur Delumeau d'Antoine Gallien, mise en scène Henri Ronse, Petit Odéon
- 1979 : Avec ou sans arbres de Jeannine Worms, mise en scène Yves Bureau, théâtre de l'Athénée Louis-Jouvet
- 1980 : Elle est là de Nathalie Sarraute, mise en scène Claude Régy, théâtre d'Orsay
- 1980 : Le Conte d'hiver de William Shakespeare, mise en scène Jorge Lavelli, Festival d'Avignon, théâtre de la Ville
- 1981 : Peer Gynt d'Henrik Ibsen, mise en scène Patrice Chéreau, TNP-Villeurbanne, théâtre de la Ville
- 1985 : Quartett d'Heiner Müller, mise en scène Patrice Chéreau, théâtre Nanterre-Amandiers : Valmont
- 1989 : La Veillée de Lars Norén, mise en scène Jorge Lavelli, Théâtre national de la Colline
- 1993 : Grand-peur et misère du IIIe Reich de Bertolt Brecht, mise en scène André Steiger, l'Atelier Volant Lausanne
- 1995 : Agonia confutans de Juan Benet, mise en scène Daniel Zerki, MC93 Bobigny
- 1995 : C.3.3. de Robert Badinter, mise en scène Jorge Lavelli, Théâtre national de la Colline : Oscar Wilde
- 1996 : Slaves de Tony Kushner, mise en scène Jorge Lavelli, Théâtre national de la Colline
- 1996 : « Elle » de Jean Genet, mise en scène Jorge Lavelli, Théâtre national de la Colline
- 2001 : La Princesse Maleine de Maurice Maeterlinck, mise en scène Yves Beaunesne, Théâtre national de la Colline
- 2002 : La Princesse Maleine de Maurice Maeterlinck, mise en scène Yves Beaunesne, théâtre du Nord, théâtre des Treize Vents
- 2002 : Madame on meurt ici ! de Louis-Charles Sirjacq, mise en scène Joël Jouanneau, théâtre Vidy-Lausanne
- 2003 : Madame on meurt ici ! de Louis-Charles Sirjacq, mise en scène Joël Jouanneau, théâtre Ouvert
- 2003 : Titus Andronicus de William Shakespeare, mise en scène Lukas Hemleb, Maison de la culture de Bourges, théâtre Jean-Vilar de Suresnes, Maison des arts et de la culture de Créteil
- 2004 : Titus Andronicus de William Shakespeare, mise en scène Lukas Hemleb, théâtre de Gennevilliers
- 2004 : Les Trois Mousquetaires d'Alexandre Dumas, mise en scène Roger Planchon
- 2004 : L’Alchimiste de Ben Jonson, mise en scène André Steiger
- 2004 : Titus Andronicus de William Shakespeare, mise en scène Lukas Hemleb, théâtre de Gennevilliers
- 2004 : Oncle Vania d'Anton Tchekhov, mise en scène Yves Beaunesne, Théâtre de Saint-Quentin, théâtre de la Criée, Théâtre national de Chaillot
- 2005 : Oncle Vania d'Anton Tchekhov, mise en scène Yves Beaunesne, théâtre national de la Colline
- 2005 : La Conférence de Cintegabelle de Lydie Salvayre, mise en scène Jean-Yves Lazennec, théâtre de la Commune
- 2005 : Le Libera de Robert Pinget, mise en scène Joël Jouanneau, théâtre de la Bastille
- 2006 : La Tempête de William Shakespeare, mise en scène Dominique Pitoiset, Théâtre national de Bordeaux en Aquitaine, Théâtre national de Bretagne, Odéon-Théâtre de l'Europe
- 2006 : Coriolan de William Shakespeare, mise en scène Christian Schiaretti, TNP-Villeurbanne
- 2007 : Du malheur d'avoir de l'esprit d'Alexandre Griboïedov, mise en scène Jean-Louis Benoît, Théâtre national de Chaillot, théâtre des Célestins, Théâtre national de Nice, théâtre de la Criée
- 2007-2008 : L'Ignorant et le fou de Thomas Bernhard, mise en scène Emmanuel Daumas, théâtre de l'Athénée Louis-Jouvet, MC2 puis tournée
- 2008-2009 : Coriolan de William Shakespeare, mise en scène Christian Schiaretti, Théâtre Nanterre-Amandiers, Théâtre national de Bretagne, TNP-Villeurbanne
- 2009 : Sous l’œil d’Œdipe d’après Sophocle, Euripide et Yánnis Rítsos, mise en scène Joël Jouanneau, théâtre Vidy-Lausanne
- 2010 : Une famille ordinaire de José Pliya, mise en scène Hans Peter Cloos, théâtre de l'Est parisien
- 2012 : Volpone de Ben Jonson, mise en scène Nicolas Briançon, théâtre de la Madeleine

### Comédie-Française
- 1982 : Les Corbeaux d'Henry Becque, mise en scène Jean-Pierre Vincent, Comédie-Française (salle Richelieu)
- 1982 : Intermezzo de Jean Giraudoux, mise en scène Jacques Sereys, salle Richelieu
- 1983 : Les Estivants de Maxime Gorki, mise en scène Jacques Lassalle, salle Richelieu
- 1983 : Marie Stuart de Friedrich von Schiller, mise en scène Bernard Sobel, Comédie-Française au Festival d'Avignon, théâtre de Gennevilliers
- 1984 : Les Corbeaux d'Henry Becque, mise en scène Jean-Pierre Vincent, salle Richelieu
- 1984 : Ivanov d'Anton Tchekhov, mise en scène Claude Régy, salle Richelieu
- 1984 : Bérénice de Racine, mise en scène Klaus Michael Grüber, salle Richelieu : Arsace (77 fois en 1984-1985)
- 1985 : Le Balcon de Jean Genet, mise en scène Georges Lavaudant, salle Richelieu
- 1986 : Le Bourgeois gentilhomme de Molière, mise en scène Jean-Luc Boutté, salle Richelieu
- 1987 : La Poudre aux yeux d'Eugène Labiche, mise en scène Pierre Mondy, salle Richelieu
- 1987 : Turcaret d'Alain-René Lesage, mise en scène Yves Gasc, salle Richelieu
- 1988 : Les Femmes savantes de Molière, mise en scène Catherine Hiegel, salle Richelieu
- 1988 : Fin de partie de Samuel Beckett, mise en scène Gildas Bourdet, salle Richelieu
- 1989 : Comme il vous plaira de William Shakespeare, mise en scène Lluís Pasqual (es), salle Richelieu
- 1989 : La Vie de Galilée de Bertolt Brecht, mise en scène Antoine Vitez, salle Richelieu
- 1989 : Michelet ou le Don des larmes d'après Jules Michelet, mise en scène Simone Benmussa, Comédie-Française au Petit Odéon
- 1990 : Le Barbier de Séville de Beaumarchais, mise en scène Jean-Luc Boutté, salle Richelieu
- 1991 : La Tragédie du roi Christophe d'Aimé Césaire, mise en scène Idrissa Ouedraogo, salle Richelieu
- 1991 : Le roi s'amuse de Victor Hugo, mise en scène Jean-Luc Boutté, salle Richelieu
- 1993 : Atours et alentours de Don Juan d'Ödön von Horváth, lecture France Culture au Festival d'Avignon
- 1993 : Elle est là/Le Silence de Nathalie Sarraute, mise en scène Jacques Lassalle, théâtre du Vieux-Colombier
- 1993 : Dom Juan de Molière, mise en scène Jacques Lassalle, festival d'Avignon
- 1994 : Maman reviens, pauvre orphelin de Jean-Claude Grumberg, mise en scène Philippe Adrien, théâtre du Vieux-Colombier
- 1994 : Monsieur Bob'le de Georges Schéhadé, mise en scène Jean-Louis Benoît, théâtre du Vieux-Colombier
- 1994 : La Glycine de Serge Rezvani, mise en scène Jean Lacornerie, théâtre du Vieux-Colombier
- 1995 : Intrigue et Amour d'après Friedrich von Schiller, mise en scène Marcel Bluwal, salle Richelieu
- 1995 : Puis une soirée d’automne de Friedrich Dürrenmatt, mise en scène Werner Düggelin, salle Richelieu
- 1996 : La Cour des comédiens d'Antoine Vitez, mise en scène Georges Lavaudant, Festival d'Avignon
- 1997 : « Elle » de Jean Genet, mise en scène Gilles Chavassieux, salle Richelieu
- 1997 : La Lettre codée de Javier Tomeo, mise en scène Félix Prader, Studio-Théâtre
- 1997 : Le Fauteuil à bascule de Jean-Claude Brisville, mise en scène Yves Gasc, théâtre du Vieux-Colombier
- 1998 : Ping Pong d'Arthur Adamov, mise en scène Gilles Chavassieux, théâtre du Vieux-Colombier
- 1998 : Mère Courage et ses enfants de Bertolt Brecht, mise en scène Jorge Lavelli, salle Richelieu
- 1999 : Le Revizor de Gogol, mise en scène Jean-Louis Benoît, salle Richelieu
- 2000 : Amorphe d'Ottenburg de Jean-Claude Grumberg, mise en scène Jean-Michel Ribes, salle Richelieu
- 2000 : L'Avare de Molière, mise en scène Andrei Șerban (en), salle Richelieu
- 2000 : Le Retour d'Harold Pinter, mise en scène Catherine Hiegel, salle Richelieu
- 2001 : Le Mariage de Witold Gombrowicz, mise en scène Jacques Rosner, salle Richelieu
- 2001 : Le Livre de l’intranquillité de Fernando Pessoa, lecture France Culture au Festival d'Avignon
- 2011 : On ne badine pas avec l'amour d'Alfred de Musset, théâtre du Vieux-Colombier
- 2011 : Le Jubilé d'Agathe de Pascal Laisné, Studio-Théâtre

### Lectures
- 1992 : Pour Serge Rezvani, lecture France Culture au Festival d'Avignon
- 1993 : La Ballade de la geôle Reading d'Oscar Wilde, direction artistique Claude Santelli, lecture France Culture au Festival d'Avignon
- 1994 : Les Visages à travers les masques de Jean Renoir, direction artistique Guy Cavagnac, lecture France Culture au Festival d'Avignon
- 1994 : Dérives et petits détails de Denise Bonal, lecture France Culture au Festival d'Avignon
- 1996 : Hamlet chez Dickens de Jean Genet, lecture France Culture au Festival d'Avignon
- 2003 : La Conférence de Cintegabelle de Lydie Salvayre, lecture dirigée par Jean-Yves Lazennec, Festival d'Avignon

## Filmographie

### Cinéma
- 1969 : Le Petit Théâtre de Jean Renoir de Jean Renoir : Gontran
- 1971 : Le Journal d'un suicidé de Stanislav Stanojevic : un anarchiste
- 1972 : Les Caïds de Robert Enrico : le banquier
- 1974 : Stavisky d'Alain Resnais : l'employé du cimetière
- 1974 : France société anonyme d'Alain Corneau : le conseiller de l'Américaine
- 1975 : La Chair de l'orchidée de Patrice Chéreau : l'homme d'affaires
- 1975 : Section spéciale de Costa-Gavras : Georges Dayras
- 1975 : Maîtresse de Barbet Schroeder : l'homme en cage
- 1976 : Gloria Mundi de Nikos Papatakis : Raftal
- 1976 : Le Petit Marcel de Jacques Fansten : Toutain
- 1976 : Monsieur Klein de Joseph Losey : le responsable du journal Informations juives
- 1977 : Le Gang de Jacques Deray : Raymond
- 1977 : Violette et François de Jacques Rouffio : David
- 1977 : Madame Claude de Just Jaeckin : Soulier
- 1977 : Le Couple témoin de William Klein
- 1978 : La Part du feu d'Étienne Périer : le député Édouard Moureu
- 1978 : Un papillon sur l'épaule de Jacques Deray : le haut-fonctionnaire
- 1979 : Les Sœurs Brontë d'André Téchiné : M. Nicholls
- 1979 : Le Mors aux dents de Laurent Heynemann : Xavier Guibert
- 1979 : West Indies ou les Nègres marrons de la liberté de Med Hondo : la Mort
- 1979 : Le Pull-over rouge de Michel Drach : le commissaire Robiana
- 1980 : La Femme flic d'Yves Boisset : Berthot
- 1980 : Anthracite d'Édouard Niermans : le surveillant Savary
- 1980 : Le Cœur à l'envers de Franck Appréderis : M. Pascal
- 1981 : La Puce et le Privé de Roger Kay : Max
- 1981 : Diva de Jean-Jacques Beineix : l'impresario Weinstadt
- 1981 : Rends-moi la clé de Gérard Pirès : Bob
- 1981 : Un assassin qui passe de Michel Vianey : l'homosexuel
- 1982 : L'Indiscrétion de Pierre Lary : le commissaire
- 1982 : La Truite de Joseph Losey : le comte
- 1983 : L'Homme blessé de Patrice Chéreau : Bosmans
- 1983 : Ballade à blanc de Bertrand Gauthier : Rouvion
- 1983 : La Scarlatine de Gabriel Aghion : Simon
- 1984 : Louise... l'insoumise de Charlotte Silvera : le père de Louise
- 1986 : Corps et biens de Benoît Jacquot : le docteur Loscure
- 1986 : Charlotte for Ever de Serge Gainsbourg : Léon
- 1987 : Jenatsch de Daniel Schmid : le prêtre
- 1988 : Ville étrangère de Didier Goldschmidt : l'écrivain
- 1989 : La Salle de bain de John Lvoff : l'ancien locataire
- 1990 : Cyrano de Bergerac de Jean-Paul Rappeneau : Ragueneau
- 1990 : Le Mari de la coiffeuse de Patrice Leconte : le père d'Antoine
- 1992 : La Fille de l'air de Maroun Bagdadi : Me Lefort
- 1993 : L'Ombre du doute d'Aline Issermann : le juge
- 1994 : Pas très catholique de Tonie Marshall : M. Paul
- 1994 : Lumière noire de Med Hondo : le juge Berthier
- 1996 : Bernie d'Albert Dupontel
- 1996 : Sous les pieds des femmes de Rachida Krim : le président du tribunal
- 1997 : Silver Shadow, court métrage de Lionel Delplanque
- 2002 : Les filles, personne s'en méfie de Charlotte Silvera : le marinier
- 2005 : Olé ! de Florence Quentin : M. Aubergé
- 2005 : Enfermés dehors d'Albert Dupontel : M. Duval
- 2008 : Les Inséparables de Christine Dory : Langlet
- 2011 : Rendez-vous avec un ange de Yves Thomas et Sophie de Daruvar
- 2012 : Bienvenue parmi nous de Jean Becker

### Télévision

#### Téléfilms
- 1974 : Au pays d'Eudoxie ou le Satyre de la Villette de Bernard d'Abrigeon
- 1974 : L'Alchimiste de Jean-Marie Coldefy
- 1975 : Plus amer que la mort de Michel Wyn
- 1975 : L'Ingénu de Jean-Pierre Marchand
- 1975 : Sara de Marcel Bluwal
- 1978 : Lulu de Marcel Bluwal
- 1978 : Les Chemins de l'exil de Claude Goretta
- 1979 : L'Homme sandwich de Michel Polac
- 1980 : Le Curé de Tours de Gabriel Axel d'après Honoré de Balzac : Chapeloud
- 1980 : La Falaise aux corneilles de Franck Appréderis
- 1980 : Au feu le préfet d'Alain Boudet
- 1980 : Eole Epifanio d'Antoine Gallien
- 1981 : Peer Gynt de Bernard Sobel
- 1982 : Après tout ce qu'on a fait pour toi de Jacques Fansten
- 1982 : L'Ami(e) étranger de Patrick Jamain
- 1982 : Le Retour d'Elisabeth Wolff de Josée Dayan
- 1982 : Le Canard sauvage de Guy Lessertisseur
- 1982 : L'Ours en peluche d'Édouard Logereau
- 1983 : Dans la citadelle de Peter Kassovitz
- 1985 : Le Génie du faux de Stéphane Kurc
- 1988 : Les Rats de Montsouris de Maurice Frydland
- 1988 : La Garçonne d'Étienne Périer
- 1990 : Moi, général de Gaulle de Denys Granier-Deferre
- 1992 : La Vie de Galilée d'Hugo Santiago
- 1992 : Papa et rien d'autre de Jacques Cortal
- 1995 : Facteur VIII d'Alain Tasma
- 1996 : La Comète de Claude Santelli
- 2001 : Rastignac ou les Ambitieux d'Alain Tasma
- 2001 : L'Avare d'Yves-André Hubert
- 2004 : Une vie d'Élisabeth Rappeneau
- 2007 : La Française doit voter de Fabrice Cazeneuve

#### Séries télévisées
- Les Nouvelles Aventures de Vidocq de Marcel Bluwal :
  - 1971 : épisode Les Chevaliers de la nuit : l'alchimiste
  - 1973 : épisodes La Bande à Vidocq, Les Bijoux du roi et Vidocq et Compagnie : l'alchimiste
- 1972 : Les Misérables de Marcel Bluwal
- 1975 : Messieurs les jurés, épisode L'Affaire Lambert d'André Michel : Michel Lambert
- 1976 : Adios d'André Michel
- 1977 : Les Cinq Dernières Minutes, épisode Châteaux en campagne de Guy Lessertisseur : Joël de la Colonge
- 1977 : Commissaire Moulin, épisode Affectation spéciale de Claude Grinberg
- 1979 : Le Journal de Philippe Lefebvre
- 1980 : Les Dossiers éclatés, épisode La Lame et le Manche d'Alain Boudet
- 1980 : La Traque de Philippe Lefebvre
- 1982 : De bien étranges affaires, épisode L'Ami étranger de Patrick Jamain
- 1984 : Les Amours des années 50, épisode Les Autres Jours de Josée Dayan
- 1985 : Les Cinq Dernières Minutes, épisode Crime sur Mégahertz de Joannick Desclers
- 1990 : Euroflics (Eurocops), épisode Bleu privé de Joannick Desclers
- 1991 : Le Gang des tractions, épisode L'Homme aux chiens de Josée Dayan
- 1993 : Les Maîtres du pain d'Hervé Baslé
- 1994 : Les Cinq Dernières Minutes, épisode: Saisie noire d'Alain Wermus
- 1995 : Les Cordier, juge et flic, épisode Une mort programmée de Jacques Cortal
- 1995 : Le RIF, épisode Cécile de Roger Guillot
- 2000 : Marie Fransson, épisode S'il vous plaît de Christiane Spiero
- 2010 : Contes et nouvelles du XIXe siècle, épisode Le Fauteuil hanté de Claude Chabrol

## Distinctions

### Décorations
- Chevalier de la Légion d'honneur[Quand ?]
- Chevalier de l'ordre national du Mérite
- Commandeur de l'ordre des Arts et des Lettres
- Médaille de la ville de Penmarch (18 mai 2016)[5]

### Récompenses
- Prix du Syndicat de la critique 1979 : Meilleur comédien dans Trois Sœurs et Avec ou sans arbres
- Prix du Syndicat de la critique 1990 : Meilleur comédien dans Galileo Galilei
- Molières 2009 : Meilleur comédien dans un second rôle pour Coriolan
- Prix du Brigadier 2013 : Brigadier d'honneur pour l'ensemble de sa carrière